# Akkuratnaya Cove
Die Akkuratnaya Cove (englisch; russisch Бухта Аккуратная Buchta Akkuratnaja, deutsch ‚Genaue Bucht‘) ist eine kleine Bucht an der Prinzessin-Astrid-Küste des ostantarktischen Königin-Maud-Lands. Sie liegt 5 km ostnordöstlich von Nadezhdy Island und reicht bis zur Nordflanke der Schirmacher-Oase.
Erste Luftaufnahmen entstanden bei der Deutschen Antarktischen Expedition (1938–1939). Kartiert und benannt wurde die Bucht 1961 von Teilnehmern der Siebten Sowjetischen Antarktisexpedition (1961–1963).